# Kernkraftwerk Rheinsberg
Das Kernkraftwerk Rheinsberg (KKR) (offizieller Name: VE Kombinat Kernkraftwerke „Bruno Leuschner“ Greifswald/Betriebsteil KKW Rheinsberg) war das erste wirtschaftlich genutzte Kernkraftwerk der DDR. Es wurde ab 1960 nahe der Stadt Rheinsberg auf einer Landenge zwischen dem Nehmitzsee und dem Großen Stechlinsee errichtet, ging 1966 in Betrieb und wurde 1990 stillgelegt. Seit 1995 befindet es sich im Rückbau. Mit (zunächst) „nur“ 62 Megawatt elektrischer Nettoleistung war es für kommerzielle Leistungsreaktoren ein verhältnismäßig „kleines“ Kernkraftwerk. (Zum Vergleich: Jeder Block des Kernkraftwerk Greifswald hatte 408 Megawatt elektrische Nettoleistung.)

## Historische Einordnung
Das Kraftwerk gehörte zur weltweit ersten Generation von Forschungs- und Versuchskraftwerken für die Stromerzeugung. Es wurde zudem der erste von der Sowjetunion exportierte Kernreaktor eingesetzt.
Der Rheinsberger Reaktor war der dritte Kernreaktor der DDR. Zuvor hatte das Zentralinstitut für Kernforschung in Rossendorf zwei Forschungsreaktoren in Betrieb genommen.
Die ursprüngliche Planung sah einen zweiten Reaktorblock sowie eine angeschlossene Fabrik für Brennstoffkassetten vor. Unter anderem hat die Steigerung der Baukosten von geplanten 90 Millionen Mark der Deutschen Notenbank (MDN) auf 400 Millionen MDN die Pläne verhindert.
2012 wurde die Geschichte des Kernkraftwerks Rheinsberg wissenschaftlich untersucht. Im Januar 2013 wurden dazu eine Studie veröffentlicht und eine Ausstellung in Rheinsberg eröffnet. Im Wintersemester 2020/21 widmete sich ein durch die Hochschulrektorenkonferenz gefördertes Studierendenprojekt mit der Geschichte und Zukunft des Kernkraftwerks – eine virtuelle Ausstellung und ein Buch wurden erstellt.

## Inbetriebnahme
Erste Überlegungen zum Projekt, das zunächst die Bezeichnung „Kontrakt 903“ trug und für das neun mögliche Standorte in Betracht gezogen wurden, gab es bereits 1955. Das Projekt wurde 1956 beschlossen. Die Bauarbeiten begannen am 1. Januar 1960 und der Reaktor wurde am 11. März 1966 zum ersten Mal kritisch (noch offener Reaktor) in Betrieb genommen. Die feierliche Inbetriebnahme erfolgte am 9. Mai 1966. Der kommerzielle Dauerbetrieb begann am 11. Oktober 1966.

### Alternativer Standort
Als alternativer Standort des Kernkraftwerkes wurde die Umgebung des Tollensesees in Erwägung gezogen. Die besseren Bodengrundverhältnisse und die geringe Besiedlung gaben den Ausschlag für den Standort bei Rheinsberg.

### Begleitende Baumaßnahmen
Vom Bahnhof Rheinsberg wurde eine zehn Kilometer lange Anschlussbahn zum Kraftwerk mit einem Haltepunkt in Beerenbusch gebaut. Am 19. Mai 1958 begann der reguläre Bahnbetrieb.
Für die etwa 650 Mitarbeiter des KKW wurde in Rheinsberg eine neue Siedlung gebaut.

## Betrieb und Stilllegung
Das KKR war mit einem Druckwasserreaktor sowjetischer Bauart vom Typ WWER-70 ausgestattet. Der WWER ist vom Typ her „westlichen“ Leichtwasserreaktoren ähnlicher als der ebenfalls sowjetische „Tschernobyl-Typ“ RBMK, welcher in der DDR nie gebaut wurde. Die elektrische Bruttoleistung des Rheinsberger Reaktors betrug 70 MW. Die elektrische Nettoleistung betrug 62 MW, die thermische Leistung 265 MW. Seit dem 1. September 1967 befand sich der Reaktor im Versuchsbetrieb mit 75 MW, bald darauf wurde diese Leistung im Dauerbetrieb erreicht. Im Oktober 1968 wurde versuchsweise die elektrische Leistung auf 80 MW erhöht und ab 25. November 1968 das Kraftwerk dann im Dauerbetrieb mit 80 MW betrieben.
Die erste Umladung der Brennstoffkassetten fand Ende 1967 bis Anfang 1968 statt.
Das Kühlwasser wurde aus dem Nehmitzsee entnommen und durch den Auslaufkanal des Kernkraftwerks in den Großen Stechlinsee eingeleitet. Beide Seen sind durch den Polzowkanal verbunden, so dass ein Kreislauf bestand.
Der schwerste bekannt gegebene Störfall in Rheinsberg (INES Stufe 2) war ein Rohrriss im Kühlkreislauf, der schnell bemerkt wurde und repariert werden konnte.

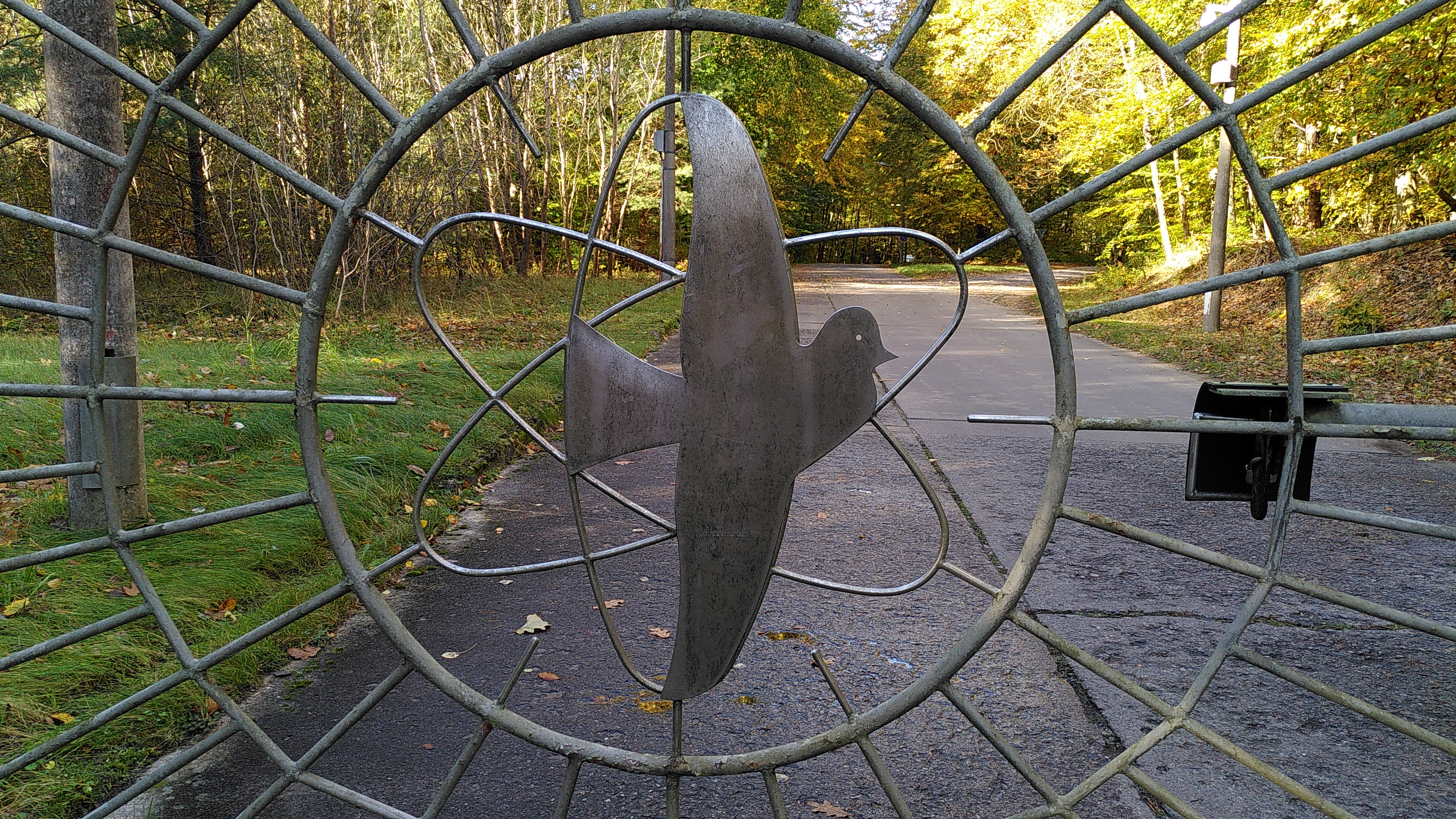
Kraftwerkstor mit Friedenstaube, kombiniert mit Kernkraftsymbolik
Schild am Eingangsbereich des KKW Rheinsberg
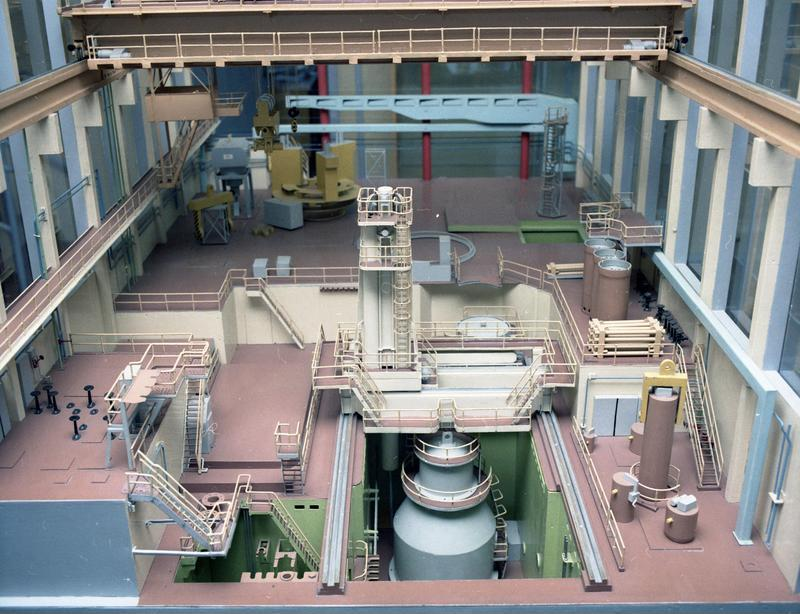
Modell der Reaktoranlage
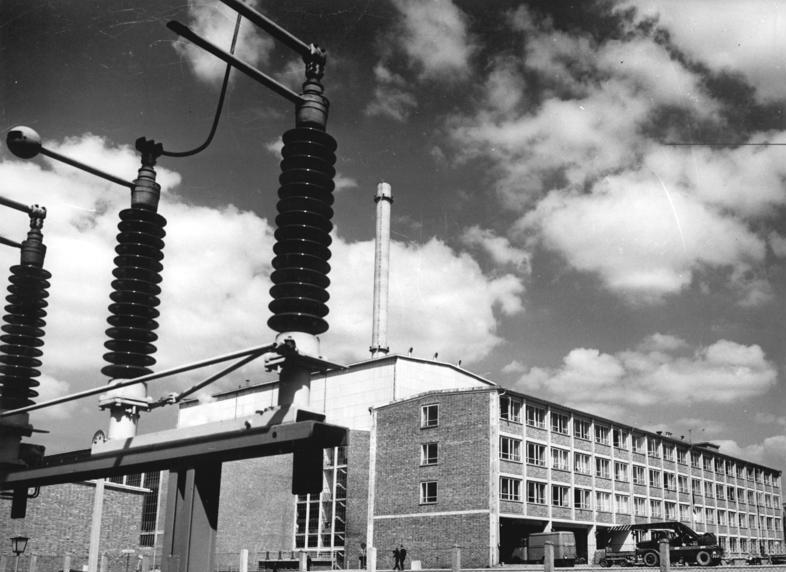
Kernkraftwerk, Institutsgebäude
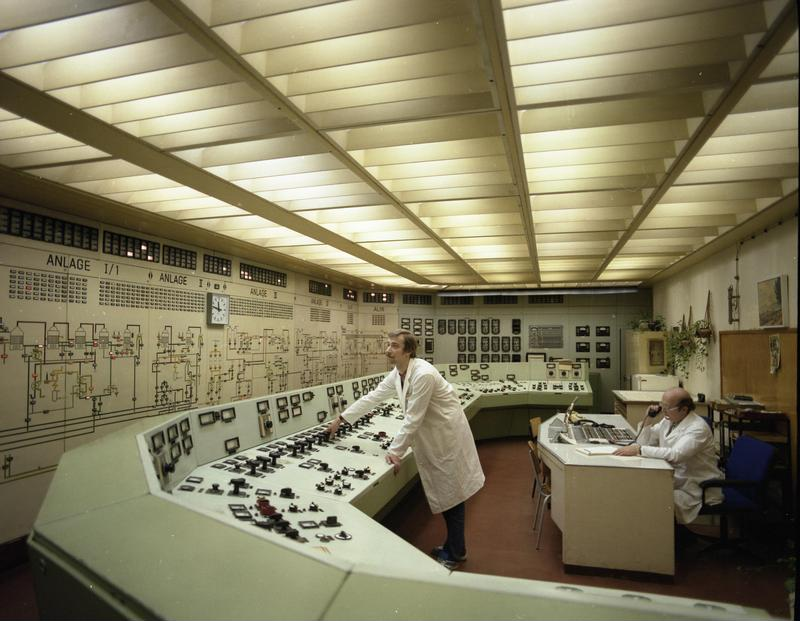
Warte der Wasseraufbereitung
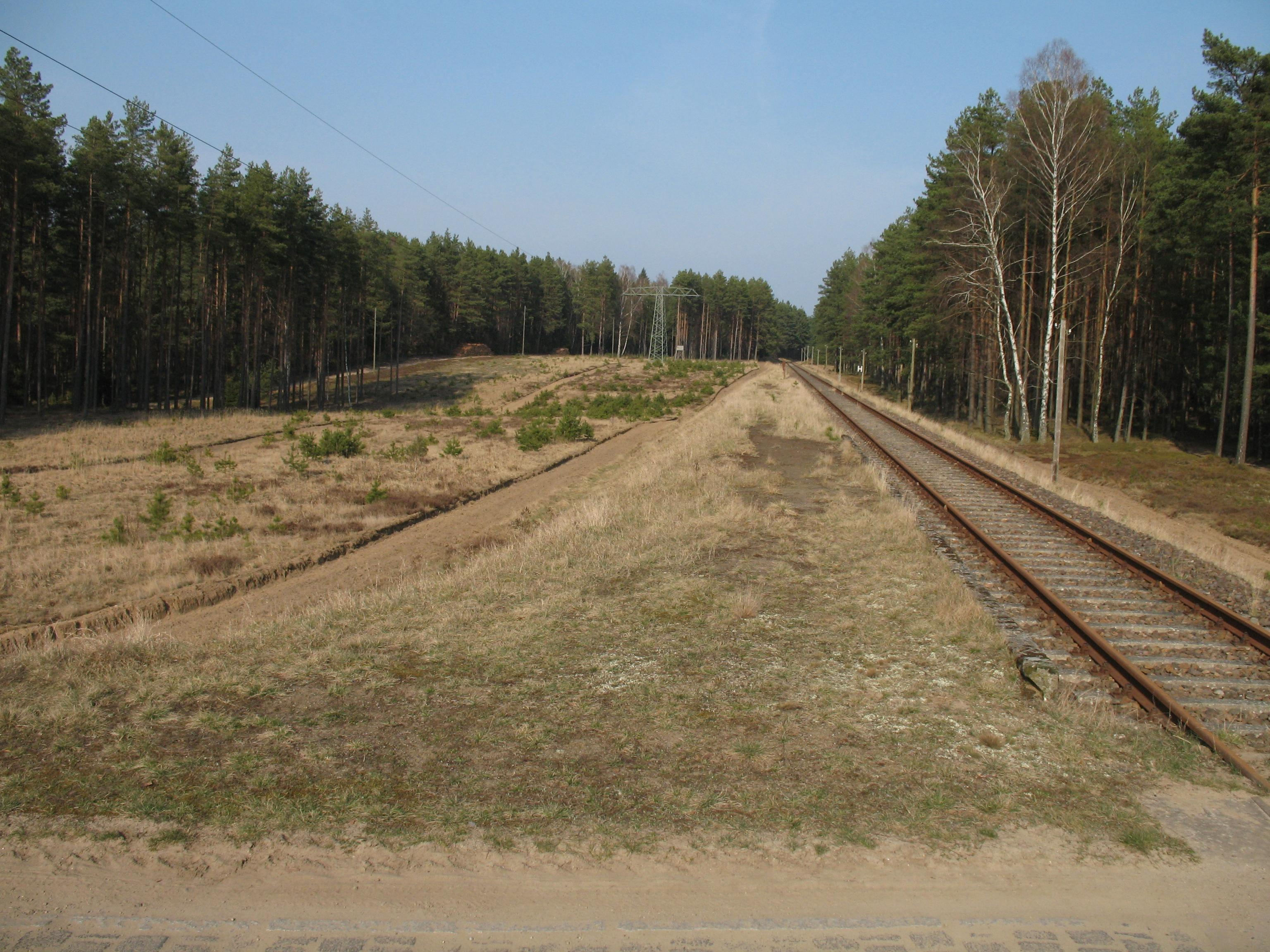
Bahngleis bei Beerenbusch

Es war eine Betriebszeit von 20 Jahren geplant. 1986 wurde sie nach Renovierungsarbeiten um fünf Jahre verlängert, die reguläre Abschaltung war somit für 1992 vorgesehen. Wegen erheblicher Sicherheitsbedenken wurde das Kernkraftwerk aber schon am 1. Juni 1990  außer Betrieb genommen.
Insgesamt leistete das Kernkraftwerk 130.000 Betriebsstunden.

## Rückbau

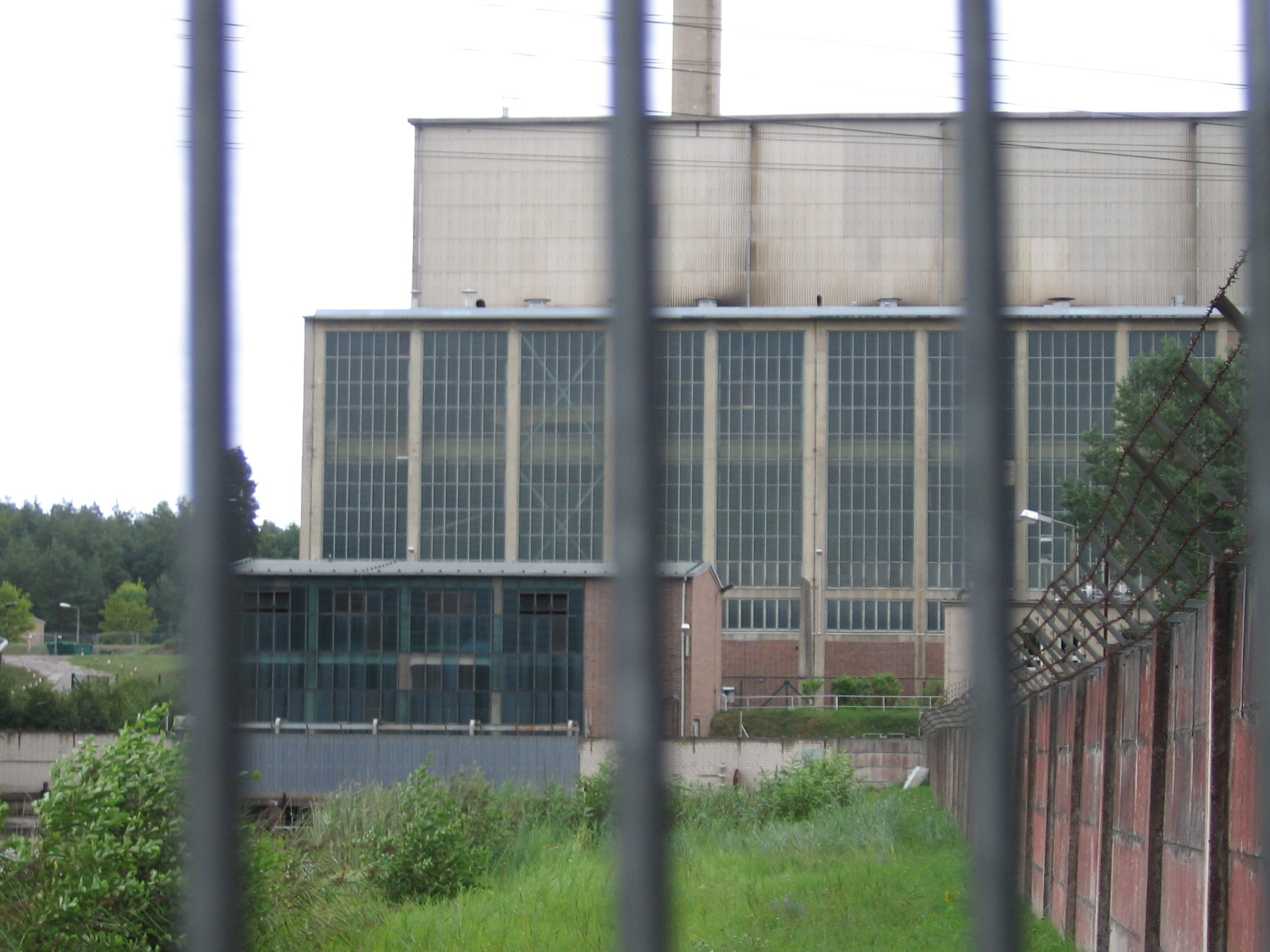
Kernkraftwerk Rheinsberg (2006)

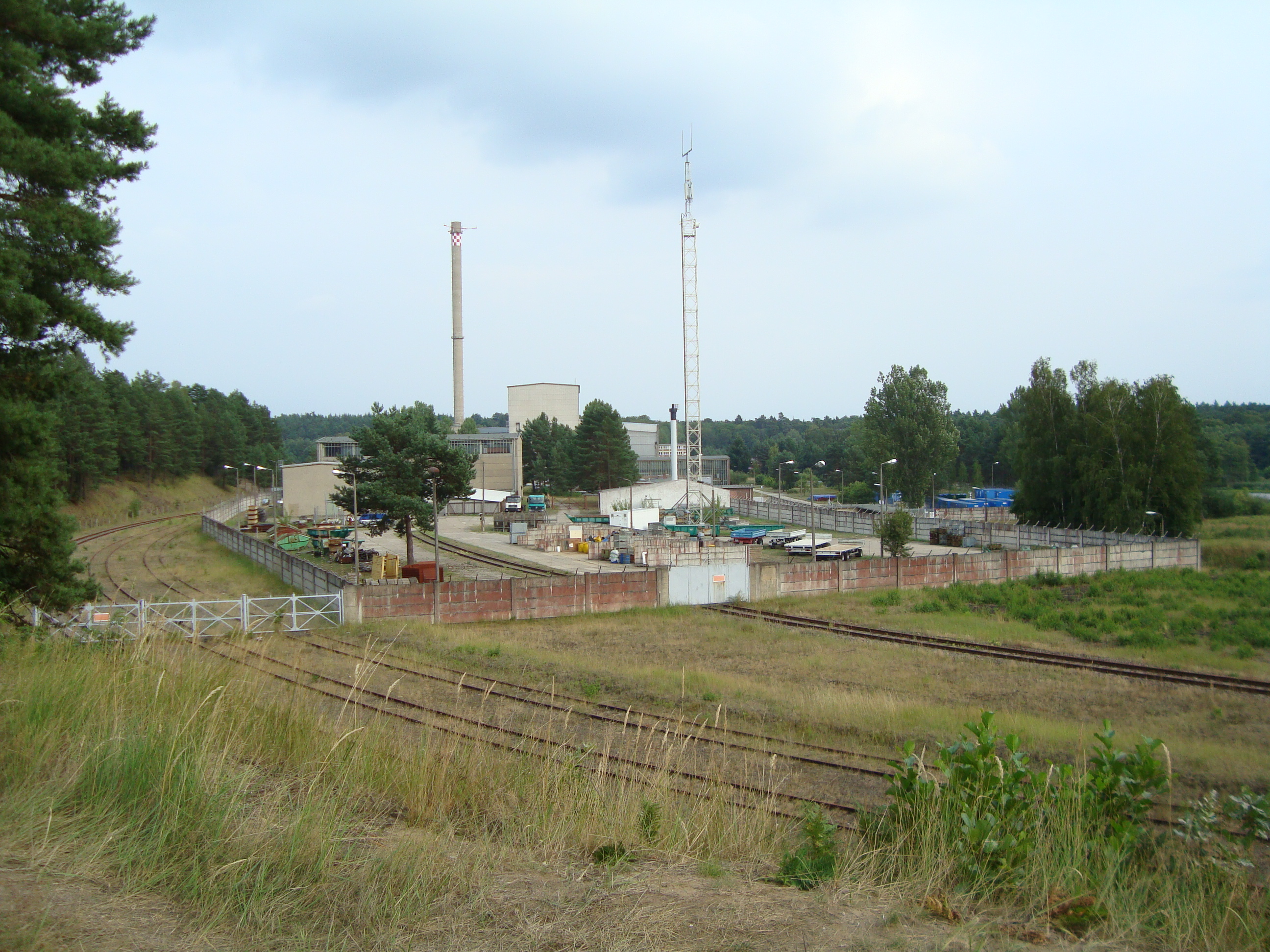
Blick auf das Gelände des Kernkraftwerks Rheinsberg (August 2010)

Seit 1995 betreiben die Energiewerke Nord, heute EWN Entsorgungswerk für Nuklearanlagen GmbH, den Rückbau des Kraftwerks. Die radioaktiv strahlenden Materialien werden in das Zwischenlager Nord beim Kernkraftwerk Greifswald bei Lubmin transportiert.
Einer der dafür notwendigen Castortransporte diente 2001 als Kulisse für den Film „Angst“ aus der Serie „Polizeiruf 110“ des ORB.
Am 30. Oktober 2007 wurde der Reaktordruckbehälter, der einschließlich der 15 Zentimeter dicken Abschirmung 169 Tonnen wog, als Ganzes mit Hilfe eines 24-achsigen Schwerlasttransportwagens in das Zwischenlager Nord zur Abklinglagerung abtransportiert, um Aufwand und Strahlenbelastung für das Abbaupersonal zu reduzieren. Dazu wurden auf der damals gesperrten Bahnstrecke Herzberg–Rheinsberg zwei alte Brücken bei Lindow (Mark), die nur mit höchstens 10 km/h überquert werden durften, zusätzlich besonders gesichert.
Ungeklärt ist bislang die Nachnutzung des mitten in einem Naturschutzgebiet gelegenen Geländes. Sowohl der komplette Rückbau zur „Grünen Wiese“ als auch eine industrielle Nachnutzung der vorhandenen Infrastruktur werden erwogen. Die ursprünglichen Pläne gingen davon aus, dass der Zustand „Grüne Wiese“, die vollständige Beseitigung der Anlage, 2012 erreicht sein würde. Das Reaktorgebäude ist allerdings stark mit Cobalt 60 kontaminiert und steht voraussichtlich erst nach dreißig Jahren (der mehrfachen Halbwertszeit; unter 2 % Rest), wenn die Strahlenwerte abgeklungen sind, einer Nachnutzung zur Verfügung bzw. kann erst dann abgerissen werden.
Die Schätzung der Gesamtkosten des KKW-Rückbaus lagen lange bei 600 Millionen Euro, nachdem sie 1995 zunächst mit 420 Millionen Euro angegeben worden waren.
Anfang der 2010er-Jahre erwartete der Betreiber Kosten von einer Milliarde Euro, die Lagerung des radioaktiven Abfalls mit eingerechnet.
Im Bereich des Kernkraftwerks ist das Grundwasser aufgrund eines Störfalls radioaktiv kontaminiert. Im Lager für schwach- und mittelradioaktive Abfälle, das einfach aus schlichtem Beton errichtet worden war, traten in den siebziger Jahren Risse auf, durch die kontaminiertes Wasser austreten konnte. Das Lager wurde im Rahmen des KKW-Rückbaus ebenfalls rückgebaut und das Material abtransportiert.
Die Entsorgung der festen radioaktiven Abfälle erfolgte seit Schließung des Endlagers Morsleben (ERAM) im September 1998 in das Zwischenlager Nord (ZLN) bei Lubmin.
Nach einem früheren Konzept sollten die wesentlichen Rückbau- und Stilllegungsarbeiten am KKW bis 2014 beendet sein, wobei die Gebäudedekontamination bis 2018 dauern sollte. Die sich anschließende fünfzigjährige Abklingzeit für das Gebäude hätte demnach im Jahre 2069 beendet sein sollen; danach hätten die Hauptgebäude abgerissen werden können.
Dieser Plan musste jedoch wegen Sicherheitsbedenken der zuständigen Aufsichtsbehörde des Landes Brandenburg verworfen werden.
Die Dekontamination der Gebäude stellt sich als wesentlich komplexer und langwieriger heraus als lange erwartet. Der Betreiber EWN ging schließlich davon aus, dass der Rückbau bis 2035 oder länger dauern würde.  Im Jahre 2020 gab es noch kein genehmigtes Konzept, das einen Abriss der Gebäude zugelassen hätte. Laut einer Sprecherin des Entsorgungswerks für Nuklearanlagen GmbH (EWN) wird, Stand 2024, frühestens im Jahr 2040 an der Stelle des Kraftwerks nur noch grüne Wiese zu sehen sein.

## Daten des Reaktorblocks
| Reaktorblock     | Reaktortyp | Netto- leistung | Brutto- leistung | Baubeginn    | Netzsyn- chronisation | Kommer- zieller Betrieb | Abschal- tung |
| ---------------- | ---------- | --------------- | ---------------- | ------------ | --------------------- | ----------------------- | ------------- |
| Rheinsberg (KKR) | WWER-70    | 62 MW           | 70 MW            | 1. Jan. 1960 | 6. Mai 1966           | 10. Okt. 1966           | 1. Juni 1990  |

## Film
- Das Kernkraftwerk Rheinsberg